# 姫野真也
姫野 真也（ひめの しんや、1969年10月4日 - ）は、東京都生まれのシンガーソングライター。英語作品などでは David (Shinya) Himeno と名乗ることもある。日本語詞・英語詞ともに発表しているが、特に丁寧に韻を踏む英語詞に特徴がある。

## 経歴
外交官を志したこともあり、九州の高校を卒業後、1987年に単身渡英しロンドンなどで暮らす。この時の経験から「外国人と日本人の間の精神的な架け橋になる」ことを意識するようになる。
翌年に帰国し、青山学院大学文学部英米文学科に入学。在学中にライヴを中心に音楽活動を続け、1991年にさだまさしの所属レーベルであるフリーフライトにデモテープを送る。しかし、本人は勉学への意思が強く、デビューはせずに卒業を目指した。ただこの頃から、小田和正作品の英訳詞などの依頼を受けており芸能界での仕事を始めている。
1992年8月6日、長崎県小浜町で開催された『1992 夏・長崎から～さだまさし～』に登場し『防人の詩』を英語で歌い上げ、さだまさしファンの度胆を抜く。
青山学院大学を卒業後の1993年、早稲田大学文学部に学士入学。今度はデビューを目指してスタジオ暮しを続ける。
1994年、TBS系ドラマ「家族A」挿入歌への起用が決まり、翌春デビューの予定を繰り上げファンハウスより1枚目のシングルをリリース。以後、シングル3枚とアルバム1枚を発表する。
1996年、アニメ『銀河英雄伝説』第4期シリーズのオープニング主題歌（歌：こんのひとみ）に起用される。以降、同アニメ外伝第1期および第2期シリーズで同シリーズが完結するまでオープニング主題歌（歌：AKEMI）を担当する。

## ディスコグラフィー

### シングル
1. Suddenly～突然に～（1994年11月23日）
2. THE LUNATIC（1995年2月25日）
3. Apollonia～太陽の島～（1995年5月25日）

### アルバム
1. THE SPECTATOR（1995年3月25日）

### 銀河英雄伝説主題歌
1. Must Be Something（歌：こんのひとみ）-第4期シリーズ・オープニング
2. Kid（歌：AKEMI）-外伝第1期シリーズ・オープニング
3. Story of Time（歌：AKEMI）-外伝第2期シリーズ・オープニング

## THE SONG OF A SOLDIER
姫野真也が送ったデモテープに収録されていたのは、ロック調にアレンジされた『防人の詩』（さだまさし）の英語バージョンであった。これを聞いたスタッフたちは一様に驚き、すぐさま連絡をとり姫野と面会した。この時、姫野は『防人の詩』が他にないほどの名作でありこの歌の素晴らしさを日本国内だけに留めておくべきではないと語った。
また、さだまさしは英語の堪能な弟で事務所社長の佐田繁理からこのデモテープについて話した中で「タイトルの意味は？」「『兵士の歌』だな」「どんな詩だ？」「⋯⋯いい詩だと思う」というやり取りがあったと話している。
この曲は2枚目のシングル『THE LUNATIC』とアルバム『THE SPECTATOR』に収録されている。

## 関連ミュージシャン
- 野村義男 - レコーディングの最後の夜「また僕に付き合ってもらえますか!!」と問いかけた姫野に「10万枚売れたら付き合うぞ!!」と即答した。